# Camilo Chaves
Camilo Rodrigues Chaves (Campina Verde, 18 de julho de 1884 - Belo Horizonte, 3 de fevereiro de 1955) foi um político e escritor espírita.

## Biografia
Filho de João Evangelista Rodrigues Chaves e Maria Matilde do Amaral Chaves, era natural do povoado de Campo Belo do Prata, hoje cidade de Campina Verde, Minas Gerais. Casou-se com Damartina Teixeira Chaves, e nasceram os filhos, Hélio Chaves, Camilo Chaves Junior e Fábio Teixeira Rodrigues Chaves. Detentor de vasta cultura humanística, falava corretamente as línguas italiana, francesa e espanhola, conhecendo também o latim clássico e o grego antigo. Executava ao piano, com admirável perfeição, obras de consagrados mestres da música mundial. Foi ainda orador, poeta, escritor, jornalista, comerciante, fazendeiro e advogado.
Aos nove anos de idade, seus pais consentiram que o Bispo de Goiás, Dom Eduardo Duarte e Silva, o levasse para Roma, onde seguiria a carreira eclesiástica, ingressando no Colégio Pio Latino-Americano. Ali estudou e formou-se na Universidade Gregoriana do Vaticano, diplomando-se, em Teologia, Filosofia, Ciências Naturais e Matemática. Porém, antes de receber a Ordem Eclesiástica, resolveu voltar ao Brasil por sentir que não tinha vocação para o sacerdócio.
Sua primeira obra literária “Romance da Terra e do Homem do Brasil Central” definiu-lhe o conteúdo e teve grande acolhida no meio intelectual.
Criou em Uberlândia a Fazenda Experimental da Semente e foi professor no Liceu de Uberlândia e no Colégio Nossa Senhora das Lágrimas.

### Carreira Política
Foi vereador, deputado e senador do antigo Congresso Mineiro, quando se dedicou às lides políticas, desfrutando de grande prestígio em todo o estado de Minas Gerais. Na Revolução de 1930, foi escolhido Comandante das Forças Revolucionárias do Triângulo Mineiro. Abandonou a política, após conhecer o Espiritismo, para dedicar-se às letras e à divulgação da Doutrina Espírita.

### Vida Como Espírita
Foi presidente da União Espírita Mineira (UEM) de 1945 até fevereiro de 1955. Durante a sua gestão, foi iniciada a construção da sede da Casa Máter do Espiritismo em Minas Gerais, cuja inauguração se deu no dia 18 de abril de 1956. Inaugurou na União Espírita Mineira a Assistência Dentária e a Farmácia Homeopática, serviços que eram prestados gratuitos a milhares de necessitados. Fez ainda circular com regularidade o jornal “O Espírita Mineiro”, órgão de orientação doutrinária. Elaborou novo Estatuto e ampliou os departamentos da entidade, como o Departamento da Mocidade Espírita e o Conselho Federativo, conforme as normas constantes do Pacto Áureo de Unificação. Promoveu o II Congresso Espírita Mineiro, quando foi aprovada a Declaração de Princípios Espíritas. Fundou o “Cenáculo Espírita Tiago - o Maior”, presidente de honra do Centro Espírita “Amor e Caridade”, fundador da Sociedade de Amparo à Pobreza, mais conhecida como “Sopa dos Pobres”, conselheiro, sócio e irmão benemérito de várias sociedades espíritas, que lhe adotaram o nome, presidente do "Abrigo Jesus". Foi um grande empreendedor nas obras por onde passava.
Escreveu o romance espírita histórico “Semiramis" - "Rainha da Assíria, Babilônia, do Súmer e Akad”.

### Morte
Faleceu em 3 de fevereiro de 1955 (70 anos), vítima de angina pectoris, com grande repercussão em Minas Gerais, onde foi decretado luto oficial pelo então Governador do Estado, Juscelino Kubitschek.